# Аюпова, Жанна Исмаиловна
Жа́нна Исмаи́ловна Аю́пова (род. 12 октября 1966, Петрозаводск) — советская и российская артистка балета, балетный педагог. Народная артистка России (2008). Художественный руководитель Академии русского балета имени А. Я. Вагановой с 2013 года, репетитор Михайловского театра.

## Биография
В 1984 г. окончила Ленинградское хореографическое училище (ученица Нинели Кургапкиной) и была принята в труппу ГАТОБ имени С. М. Кирова. C 1987 года — солистка.
В настоящее время — первый проректор и художественный руководитель Академии русского балета им. А. Я. Вагановой. С 2000 — педагог-репетитор Михайловского театра. В 2010 г. входила в состав жюри национальной театральной премии «Золотая маска».

## Творчество
…за все пятьдесят последних лет XX столетия я не видела на сцене Мариинского театра такой подлинно романтической балерины в старомодном понимании этого слова, какой является Аюпова. Арабески — никогда не завышенные, прыжок — не слишком высокий, но легкий и «летящий», составляют особенность её стиля. Особая музыкальная чуткость, утонченный лиризм и изящество манер вместе с врожденной чуткостью к красоте составляют особое сценическое обаяние Аюповой.— Н. Аловерт

### Партии
- «Жизель» — Жизель
- «Спящая красавица» — Аврора, Флорина
- «Сильфида» — Сильфида
- «Щелкунчик» — Маша
- «Раймонда» — Раймонда
- «Дон Кихот» — Китри
- «Бахчисарайский фонтан» — Мария
- «Золушка» — Золушка
- «Корсар» — Гюльнара, Медора
- Grand Pas «Пахита» — вариация, солистка
- «Лебединое озеро» — друзья Принца; Одетта-Одиллия
- «Баядерка» — Никия
- «Эсмеральда» — Pas de six
- «Фея кукол» — Фея кукол
- «Ромео и Джульетта» — Джульетта
- «Spring and Fall» (хореография Дж. Ноймайера)
- «Манон», хореография Кеннета Макмиллана — Манон
- «Бабочка» Пьера Лакотта
- «Золушка» — Золушка

балеты Михаила Фокина
- «Шопениана» — 7 Вальс, Мазурка, Ноктюрн
- «Видение Розы» — Девушка
- «Петрушка» — Балерина

балеты Джорджа Баланчина
- «Тема с вариациями» — солистка
- «Симфония до мажор» — 1 и 4 части
- «Серенада» — солистка
- «Аполлон» — Терпсихора
- Tshaikovsky Pas de Deux
- «Драгоценности» — «Изумруды»

балеты Алексея Ратманского
- «Поцелуй Феи» — Невеста
- «Средний дуэт»

### Фильмография
- 1986 — «Агриппина Ваганова»[4]
- 1989 — «Возвращение Макаровой»[4]
- 1989 — телефильм-концерт «В мире вдохновения»[4]
- 1995 — «Золушка», хореография Олега Виноградова (Принц — Станислав Беляевский, Фея — Юлия Махалина).

## Награды и признание
- Лауреат Международного конкурса артистов балета (Москва, 1985)
- премия «Балтика» (2002)
- Заслуженная артистка Российской Федерации (2002)
- Народная артистка Российской Федерации (2008)[4]